# Успіння Пресвятої Діви Марії
Успі́ння Пресвятої Богородиці (грец. Κοίμησις Θεοτόκου, Koímēsis Theotokou; лат. Dormitio Mariae; церк.-слов. Ѹ҆спе́нїе бцⷣы) — день закінчення земного життя святої Діви Марії, матері Ісуса Христа, яке відзначається 15 серпня. За традицією, що походить з церковнослов'янської мови, називається успінням, а не смертю. За переказами цього дня апостоли зібралися в Єрусалимі для прощання і поховання Богородиці. У римо-католицькій церкві того ж дня святкують урочистість Внебовзяття Діви Марії, події що відбулася відразу після Успіння. Інша назва — Перша Пречиста, Успення.

## Опис

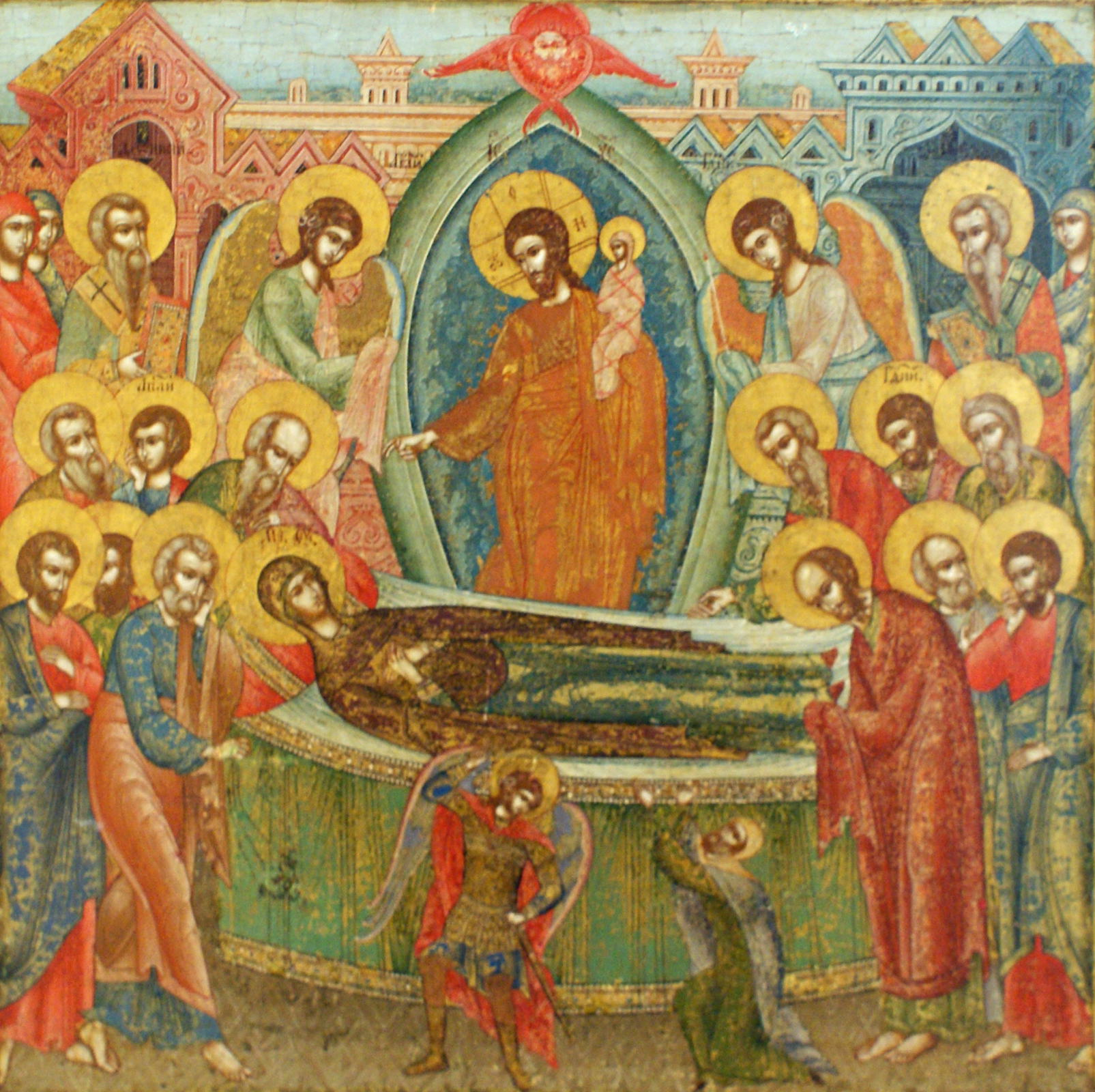
Успіння Богородиці.

Немає історичних даних, як довго Марія ще перебувала на землі після Христового Вознесіння, ані коли, де і як Вона померла, бо про це у Євангелії нічого не згадано.

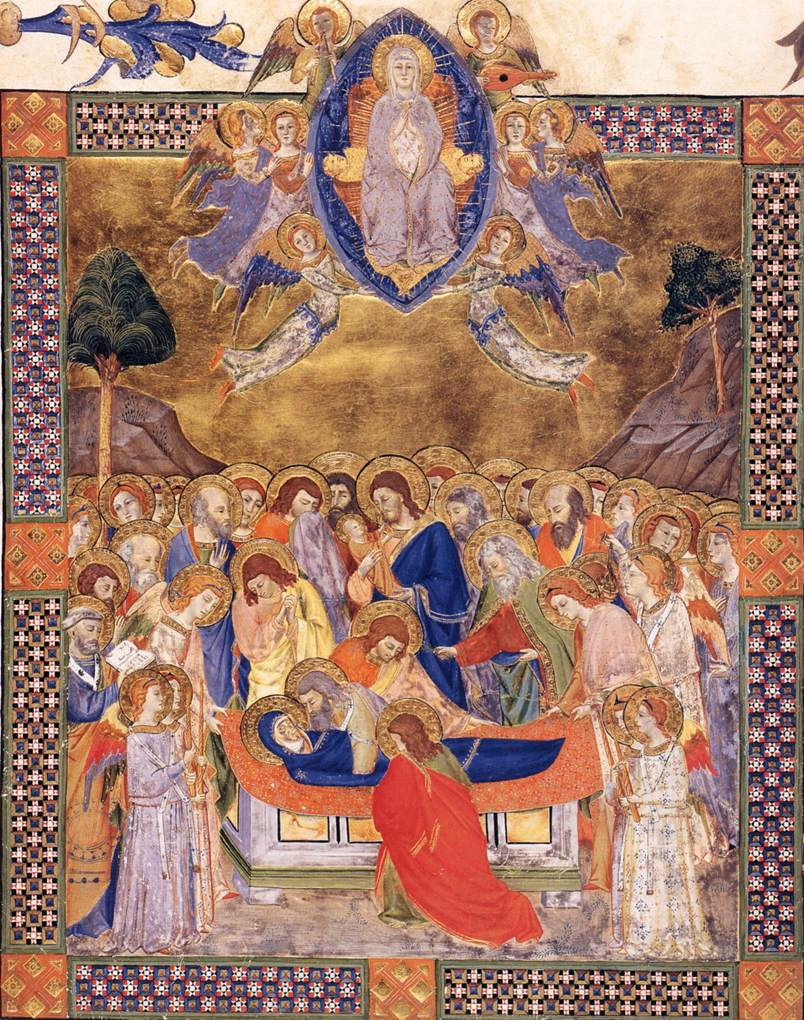
Успіння і Внебовзяння Марії (Італія, 1370)

Успіння Діви Марії (Караваджо, 1606)

Після П'ятидесятниці Діва Марія перебувала в Єрусалимі близько 10 років. Подальше життя Богоматері описане тільки в апокрифічних джерелах, що не увійшли в Біблію і не мають догматичного авторитету. Зокрема «Слово святого Івана Богослова про Успіння Пресвятої Богородиці» кін. V — поч. VI ст. що зберігається в Національній бібліотеці Франції.
Під час гоніння Ірода на юну церкву Христову (Дії 12:1–3), Пресвята Діва Марія разом з апостолом Іваном Богословом в 43 році пішла в Ефес (на західному узбережжі Малої Азії), в якому проповідувати Євангеліє випав жереб апостолу Івану Богослову. Молилась і займалась рукоділлям, і відвідувала місця, які стосуються земного життя її Сина, що рано пішов з життя. Вона була також на Кіпрі у святого Лазаря Чотириденного, який був там єпископом, і на Святій Горі Афонській, про яку, як каже святий Стефан Святогорець, Матір Божа пророчо сказала: «Це місце буде Мені в жереб, даний Мені від Сина і Бога Мого. Я буду Заступниця місцю цьому і Богу молитимусь за нього».
Передання про тілесне піднесення Богоматері на Небо поділяють християни і православної, і католицької Церков. Відсутній у Православ'ї урочистий момент увінчання (коронування) Діви Марії як «Цариці Небесної» Ісусом Христом — улюблений сюжет західного релігійного мистецтва живопису. Успінню Пресвятої Богородиці посвячено багато храмів в Україні, починаючи з ХІ ст. і аж до наших днів, зокрема: Успенський собор Києво-Печерської лаври, собор Успіння Пресвятої Богородиці у Володимирі, Успенський собор в Галичі, Успенський собор Єлецького монастиря в Чернігові, храм Успіння Пресвятої Богородиці в Крилосі, Успенська церква на Руській, Латинський кафедральний собор у Львові, та Успенський собор Почаївської лаври, церква Успіння Пресвятої Богородиці в селі Кам'янобрід.
Символічно, що Успіння — останнє дванадцяте свято православного церковного року (завершується 31 серпня). А першим дванадесятим святом нового року є Різдво Пресвятої Богородиці (8 вересня).
Основу свята Успіння творять священна традиція церкви від апостольських часів, апокрифічні книги, постійна віра церкви та одностайна думка Святих Отців і Вчителів Церкви першого тисячоліття християнства, але в Євангелії про цю подію немає свідчень.
Свято Успіння належить до найстарших Богородичних свят. Святкування його почалося в Єрусалимі невдовзі після собору в Ефесі (431 р.). Первинне святкування пам'яті Успіння під впливом Ефеського собору наголошувало радше привілей її Богоматеринства і тому звалося «Свято Марії-Богоматері». В одній з похвальних бесід на честь преподобного Теодосія Великого (†529) говориться, що палестинські монахи щорічно з великим торжеством святкували 15 серпня «Пам'ять Богородиці», тобто пам'ять її Успіння. У Сирії в п'ятому столітті це свято мало назву «Пам'ять Блаженної».
Аж у VI столітті свято отримує свою теперішню назву: «Успіння Пресвятої Богородиці». У перших віках не всі Церкви Сходу святкували Успіння одночасно. Олександрійський патріарх Теодосій (†567) приписав святкувати Успіння 6 січня, а свято її Внебовзяття 9 серпня. Ефіопська церква і сьогодні 6 січня святкує «Успіння тіла нашої Чистої, Святої, Славної Богородиці Діви Марії», а 9 серпня «Вознесіння тіла нашої Діви Марії, Богородиці на небо». Вірменська церква святкує Успіння в неділю між 12 і 18 серпня. Інші церкви святкували його 18 серпня. Цісар Маврикій (582–602) поширив свято Успіння на цілу візантійську державу і наказав святкувати його 15 серпня, бо того дня він здобув перемогу над персами.

## Іконографія

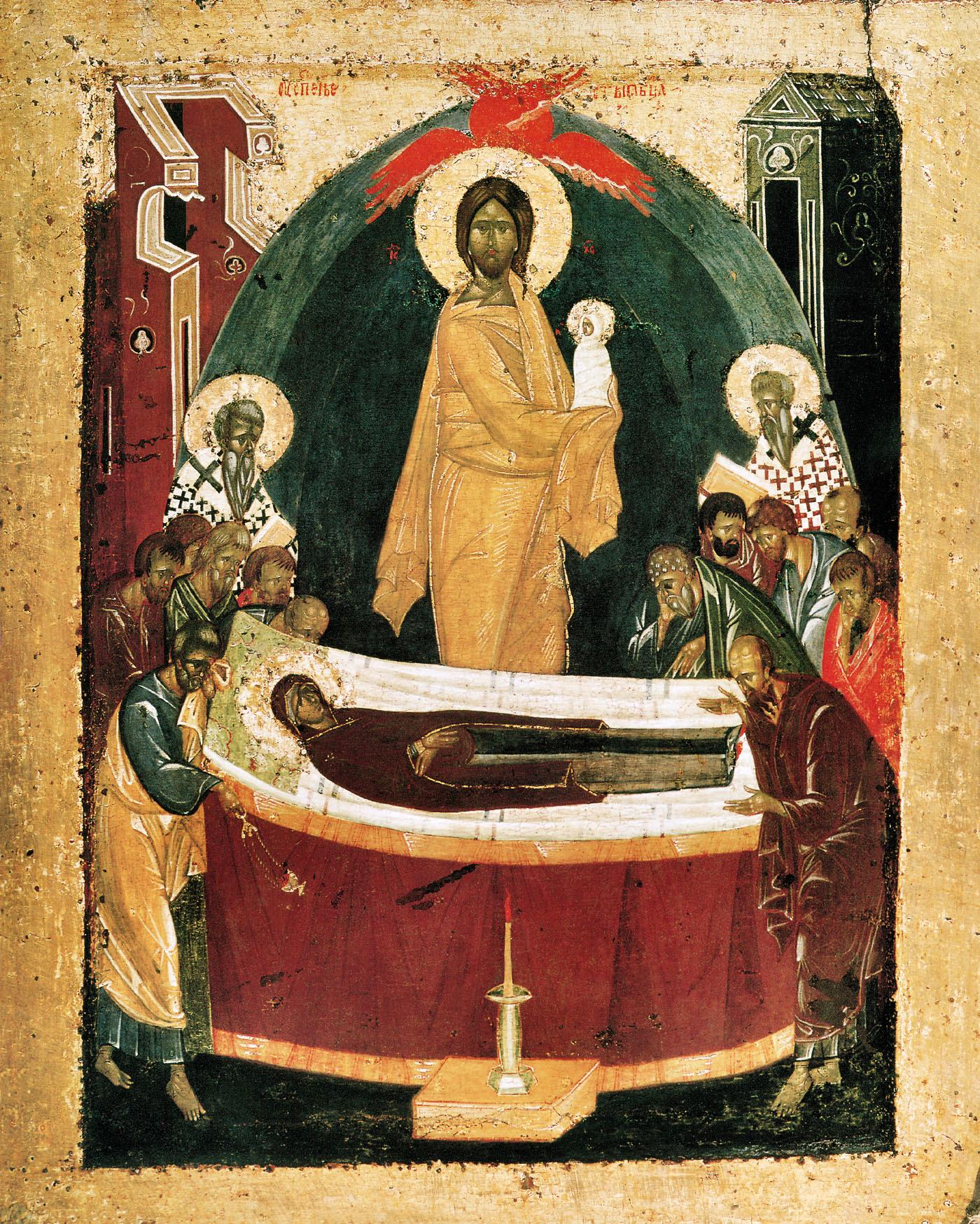
Ікона Феофана Грека

На ліжку[якому?] зображена Пресвята Богородиця. Переважно вимальовують в чорному одязі що асоціюється[що?] зі смертю. Ці перекази лягли в основу іконографічної традиції: зазвичай, Богородицю зображують на ложі в оточенні 11 або 12 апостолів на чолі з Петром і Павлом, позад неї — фігуру Ісуса Христа, який тримає на руках душу Діви Марії у вигляді дитини.

## Зауваження
1. ↑  Деякими православними церквами святкується 15 (28) серпня за юліанським календарем, зокрема Єрусалимською, Російською, Сербською, Грузинською, Польською і Македонською православними церквами.